# A7高速公路 (葡萄牙)
A7高速公路（葡萄牙語：A7），又稱吉瑞斯高速公路（Auto-estrada do Gerês），是一條橫貫葡萄牙北部的高速公路，由波武阿-德瓦爾津，經吉馬良斯至阿吉亞爾小鎮。全長104公里。
全線設有十四處交流道和三個服務站。2007年落成通車。